# Cristiano palestino

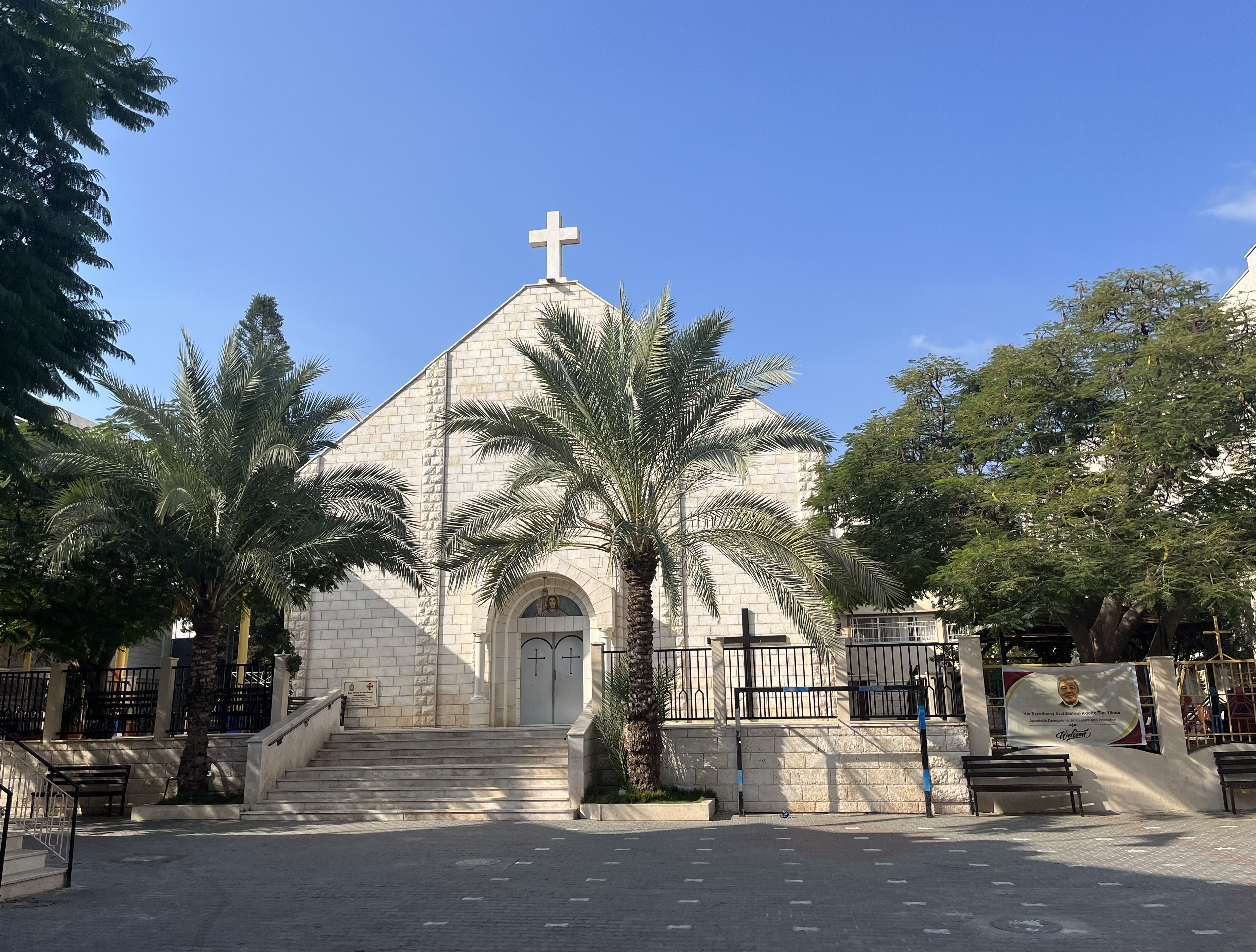
Iglesia de la Sagrada Familia, en Gaza

Los cristianos palestinos son los palestinos cuya religión es alguna denominación cristiana. Representarían cerca del 7% de la población palestina interna y el 56% de la población palestina externa. En el Estado de Palestina (Cisjordania y Franja de Gaza) representan entre 0,9 y 1,7% de la población y, en el Estado de Israel, representan 9% de la población árabe. Las confesiones más importantes son la Iglesia católica y la Iglesia ortodoxa de rito griego, a las que hay que añadir en menor medida la Iglesia asiria, las Iglesias ortodoxas armenias y sirias así como algunas denominaciones protestantes.
La mayoría mencionan sus raíces históricas arameas, siríacas, griegas, bizantinas y romanas.[cita requerida]
Buena parte de la zona de Israel, Palestina y Jordania es considerada Tierra Santa por los cristianos; por ejemplo, ciudades de tanto valor como Belén o Nazaret se encuentran en Cisjordania y en Israel.

## Censo
Según los datos del censo recogidos por el Imperio otomano, la población cristiana en 1914 era del 24% en Palestina, mientras que actualmente no llega al 5%, en gran parte, debido a la emigración crónica de los cristianos y (desde 1970) por su bajo índice de natalidad. Durante el Mandato Británico de Palestina, la población de cristianos aumentó hasta alcanzar el 20%, aunque algunas estadísticas señalan el 13%.
Hoy, la gran mayoría de los cristianos palestinos vive en la emigración. Unos 50.000 cristianos palestinos en Cisjordania (incluida Jerusalén Este), mientras que unos 1.300 están asentados en la Franja de Gaza.
Los cristianos en Israel (sin distinción de origen) oscilan entre 144 000 y 196 000 (del 1,8% al 2,5% de la población total). Los árabes cristianos representan 9% de la población árabe israelí (20% de la población total), y en 2004 contabilizaban 116 500 personas. Esta cifra no distingue a los palestinos de otras etnias árabes e incluye a los libaneses no clasificados por su religión.
La mayoría de los cristianos palestinos pertenecen a la Iglesia Ortodoxa de Jerusalén, una de las 16 iglesias pertenecientes a la Iglesia ortodoxa, aunque también hay entre ellos católicos, melquitas, ortodoxos sirios, ortodoxos armenios, católicos armenios, coptos ortodoxos, maronitas, ortodoxos etíopes, católicos sirios,  anglicanos, luteranos, protestantes y evangélicos bautistas/pentecostales, así como un pequeño número de testigos de Jehová y mormones. En el caso de la Iglesia Católica, tanto la latina como las orientales reconocen las siguientes fiestas de precepto: 
- Epifanía del Señor
- Asunción de la Virgen María
- Inmaculada Concepción de la Virgen María
- Navidad

Además, las solemnidades de la Ascensión del Señor y Corpus Christi son trasladadas al domingo siguiente.

## Dirigentes
El patriarca ortodoxo de Jerusalén, Teófilo III, es el líder de los cristianos ortodoxos, elegido por el Santo Sínodo de Jerusalén en 2005, aunque Israel no lo reconoce como tal, sino a su predecesor, Irineo I.
El patriarca latino de Jerusalén, Pierbattista Pizzaballa, es el líder de los católicos palestinos, desde octubre de 2020. El obispo anglicano de Jerusalén es Suheil Dawani, el cual acaba de reemplazar recientemente al obispo Riah Abu El-Assal (n. 1937).
El obispo de la iglesia luterana evangélica en Jerusalén y Jordania es el Dr. Mounib Younan. Elías Chacour de la Iglesia greco-melquita católica es el arzobispo de Galilea.

## Historia
Hacia el año 58 vivían en Jerusalén algunos miles de judíos cristianos. En el 62 fue lapidado su principal dirigente, Santiago. Las persecuciones causaron dispersiones sucesivas y, por otra parte, surgieron comunidades cristianas en Samaria. Durante el levantamiento judío del año 70 los cristianos se refugiaron en Pela (Perea).
Se sabe que en el año 109 había conflicto entre la comunidad judeocristiana y los cristianos de origen gentil, expresado por ejemplo en la fecha para la celebración de la Pascua que los judeocristianos fijaban el día 14 del primer mes y los demás cristianos el domingo siguiente.  La comunidad judeocristiana en la ciudad era lo suficientemente importante como para que Adriano ordenara la profanación de algunos de sus lugares sagrados a inicios del siglo II.
Tras la derrota de la segunda rebelión judía en el 135, se produjo la diáspora general. Los cristianos de Aelia Capitolina, la colonia romana fundada en Jerusalén, dependían del metropolitano de Cesarea Marítima. Ya en el siglo IV, los judeocristianos de Jerusalén estaban instalados en el Monte Sion, mientras que la jerarquía de la Iglesia de la gentil celebraba el culto en el santo Sepulcro, donde los oficios y sermones eran en griego, pero eran traducidos al arameo para los fieles nativos que no comprendía el griego y también al latín para los de origen romano. Los lugares venerados por los judeocristianos pasaran a los cristianos gentiles, los cuales erigieron allí basílicas por orden de los emperadores.
El Concilio de Calcedonia (451) le reconoció al obispo de Jerusalén el rango de Patriarca. Los persas ocuparon Jerusalén en 614, detuvieron al Patriarca y destruyeron varias iglesias. Los árabes conquistaron Jerusalén el 637 y el califa Omar reconoció a los cristianos derechos de protección. En el 638, la Iglesia Armenia estableció su propio obispo en Jerusalén e incluso la Iglesia Asiria hizo lo mismo a comienzos del siglo IX con autorización del Califato Abasí. Sin embargo, siglos después, entre el año 1007 y el 1021, durante el califato Fatimí, el califa Al-Hákim bi-Amr Allah, ordenó una persecución de cristianos y judíos con medidas discriminatorias y, en el 1009, destruyó la basílica del Santo Sepulcro.
En 1054, el Patriarca de Jerusalén optó por la Iglesia ortodoxa en el cisma con la Iglesia católica. En 1099, los cruzados tomaron Jerusalén y establecieron el Patriarcado latino sujeto al Papa y expulsaron al Patriarca ortodoxo, pero en 1187 regresó tras la conquista de la ciudad por el sultán Saladino y el Patriarcado latino debió residir en Roma hasta 1847, cuando regresó con licencia de las autoridades otomanas. El Imperio otomano, que conquistó Palestina en el 1516, siguió una política de amplia tolerancia con las diferentes iglesias cristianas, pero en sus años finales y especialmente durante la I Guerra Mundial optó por la persecución.[cita requerida] En 1916, Palestina fue ocupada por Gran Bretaña hasta su partición en 1948.
La partición de Palestina condujo a la emigración de la mayoría de los cristianos palestinos, primero del estado de Israel y luego del resto del país.

## Contexto histórico-político

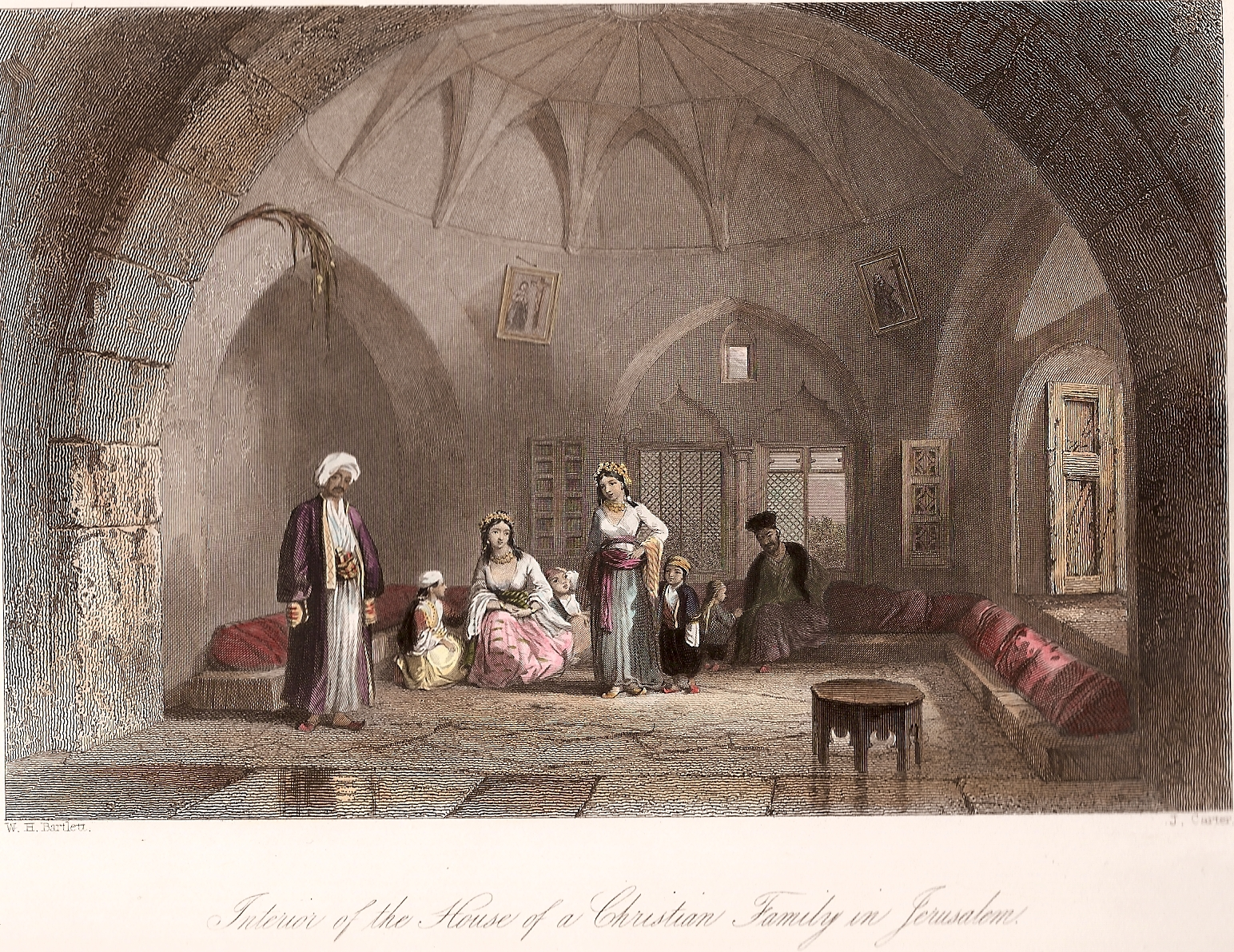
Interior de la casa de una familia cristiana de Jerusalén en 1850 (W. H. Bartlett).

Las estimaciones del número de los cristianos árabes varían mucho. Los cristianos componen hoy tan sólo el 9.2% de la población del Oriente Próximo. Actualmente en el Líbano sólo llegan al 39% de la población, mientras que antes de la guerra civil eran el 70%; en Siria son cerca del 10 - 15%. 
En Palestina, antes de la creación de Israel se estimaba que alcanzaban el 24%, la emigración en masa ha reducido radicalmente su número a un 3.8%. Eran ya solamente el 13 % en 1984. Los cristianos árabes de Israel constituyen apenas el 2.1% (o el 10% dentro de la población árabe israelí). En Egipto, rondan cerca del 6% de la población (7 millones de personas). Alrededor de dos tercios de los árabes de América del norte, del sur y de Australia son cristianos, particularmente los procedentes de Siria, Palestina y Líbano. 
La mayoría de los cristianos palestinos se ven a sí mismos como cristianos árabes,[cita requerida] aunque algunos, haciéndose eco de las teorías de los maronitas libaneses, rechazan esta etiqueta y proclaman ser descendientes de la habitantes anteriores a la llegada de los árabes, o de los europeos que vinieron a la región durante las cruzadas medievales. En realidad, es más probable que sean una mezcla de judíos y samaritanos convertidos al cristianismo en los tres primeros siglos d. C., bizantinos, árabes preislámicos (Ghassanidas),  de armenios y de cruzados.
Los principales destinos de emigración a inicios del siglo XX fueron el Líbano y Sudamérica (Chile y El Salvador principalmente). Uno de los motivos que se dan para escoger estos lugares es que los palestinos encuentran más facilidad para adaptarse en países occidentales cristianos que en otros. Aun así existen discrepancias sobre las diversas causas de la emigración y de los lugares que se escogen para ello pues se considera también el hecho de las ocupaciones de terrenos realizadas por Israel, y el ambiente hostil que crean los musulmanes en la zona.[cita requerida]
El periódico inglés "The Daily Telegraph" habla de una “mafia islámica” que ha llevado a cabo una serie de ataques contra la comunidad cristiana en Palestina, especialmente por medio de la toma de tierras.[cita requerida]
Se piensa que se trata no de acciones aisladas, sino ya de un patrón de comportamiento deliberado y permitido por la autoridad palestina.[cita requerida] Sin embargo, también hay quien afirma que se trata de hechos no relacionados y que manifiestan rencillas personales.[cita requerida]
En una encuesta realizada en el año 2006 a los cristianos palestinos de Belén el 90% declaró que tenía amigos musulmanes, el 73.3% afirmó que la herencia cristiana de la región era respetada por las autoridades musulmanas y el 78% atribuyó el éxodo al bloqueo militar impuesto por Israel.[cita requerida] Dos tribunales de Estados Unidos (Illinois y Carolina del Norte) han estimado que la “persecución religiosa” es un argumento válido para solicitar asilo político y así les fue concedido a dos evangélicos convertidos del Islam, que salieron de territorio palestino.[cita requerida]
Los cristianos palestinos en general apoyan la causa palestina, pero al mismo tiempo sienten la amenaza de la influencia de grupos terroristas islámicos que participan en la lucha.
Diversos edificios cristianos han sufrido ataques como el de la sociedad bíblica que fue incendiado o la biblioteca cristiana que también fue entregada a las llamas en dos ocasiones. Un estudio detallado publicado en el mes de noviembre de 2005, por el juez israelita Justus Reid Weiner divulgó los casos de extorsión, las violaciones sexuales, los matrimonios forzados, la discriminación religiosa y, en el caso de la conversión de un musulmán al cristianismo, el asesinato de este.
Henry Hyde miembro del Congreso de los Estados Unidos escribió una carta al Presidente George W. Bush en la que afirma que “están machacando a la comunidad cristiana en el molino del amargo conflicto israelita-palestino” y que los asentamientos judíos que crecen en Cisjordania y el este de Jerusalén “dañan irreversiblemente la comunidad cristiana con su disminución numérica.” 
Después del discurso que el papa Benedicto XVI pronunció en Ratisbona sobre la relación entre la violencia y las religiones (septiembre de 2006), cinco templos (entre ellos dos ortodoxos) fueron destruidos con bombas o fueron balaceados en la franja de Gaza y en Cisjordania. El primer ministro palestino Ismail Haniya condenó los ataques terroristas y se aumentó la presencia policial en Belén.